# فرانك تايلور (لاعب كرة قدم)
فرانك تايلور (بالإنجليزية: Frank Taylor)‏ (16 يوليو 1901 بولفرهامبتن في المملكة المتحدة - 1 يناير 1973) هو لاعب كرة قدم بريطاني (وحمل سابقاً جنسية المملكة المتحدة لبريطانيا العظمى وأيرلندا) في مركز الهجوم. لعب مع نادي بورنموث.